# Černouček
Černouček (deutsch Tschernoutschek, auch Czernauschek, Tschernuschelz) ist eine Gemeinde in Tschechien. Sie liegt acht Kilometer südöstlich von Roudnice nad Labem und gehört zum Okres Litoměřice.

## Geographie
Das Dorf befindet sich südlich des Říp an einem Quellebach des Vražkovský potok. Südwestlich führt die Trasse der Autobahn D8/Europastraße 55 vorbei, die nächste Abfahrt 18 „Nová Ves“ liegt im Süden. Westlich von Černouček verläuft die Eisenbahnstrecke von Libochovice nach Vraňany, an der sich in Mnetěš der nächste Bahnhalt befindet.
Nachbarorte sind Ctiněves im Norden, Kostomlaty pod Řípem im Nordosten, Horní Beřkovice im Osten, Jeviněves im Südosten, Ledčice im Süden sowie Mnetěš im Westen.

## Geschichte
Bodenfunde aus der Zeit um 3000 v. Chr. belegen, dass sich auf dem Terrain des Ortes bereits in der Steinzeit eine Besiedlung befand. Erstmals erwähnt wurde Černouček in einer Verkaufsurkunde des Vršovci-Fürsten Nemoj im Jahre 1100 an das Kapitel auf dem Vyšehrad. Nachfolgend wurde das Bistum Prag Besitzer und das Dorf wurde Teil der Herrschaft Roudnice nad Labem.
Die Ctinský von Ctiněves erwarben den Ort im 16. Jahrhundert und mit dem Anschluss der Herrschaft Ctiněves an die Güter von Horní Beřkovice wurde auch Černouček dazugeschlagen. Danach erwarb Wilhelm von Rosenberg den Ort und er kam zur Herrschaft Roudnice zurück. Nach dessen Tod ging Roudnice mit allem zugehörigen Dörfern an die Fürsten Lobkowicz über. Nach der Aufhebung der Patrimonialherrschaften wurde Černouček 1848 zur selbständigen Gemeinde. Ihre Bewohner lebten von der Landwirtschaft. 1918 bestand der Ort aus 85 Wohnhäusern.
Nach dem Zweiten Weltkrieg wurden die Güter der Fürsten Lobkowicz verstaatlicht. Zu dieser Zeit hatte Černouček etwa 300 Einwohner. 1959 wurde der Teich auf dem Dorfplatz verfüllt.

## Ortsgliederung
Für die Gemeinde Černouček sind keine Ortsteile ausgewiesen.

## Sehenswürdigkeiten

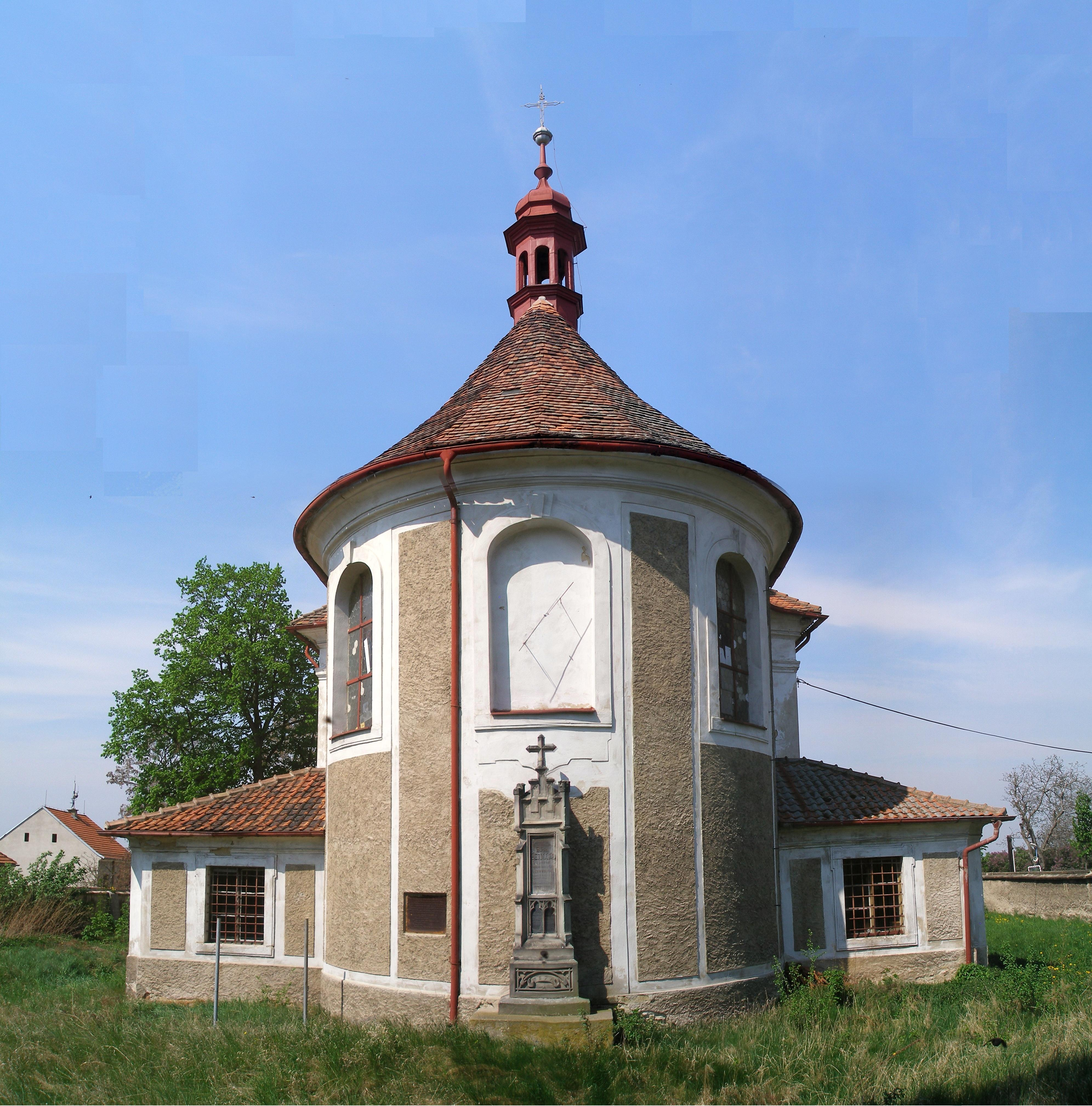
Kirche St. Bartholomäus

- barocke Kirche St. Bartholomäus, 1769–1774 vom Baumeister Anton Schmied von der Prager Kleinseite anstelle eines romanischen Vorgängerbaus aus dem 13. Jahrhundert errichtet
- barockes Pfarrhaus
- Statue des Hl. Johannes von Nepomuk aus dem 18. Jahrhundert, an der Kirche